# Manouria impressa
Manouria impressa је гмизавац из реда корњача.

## Угроженост
Ова врста се сматра рањивом у погледу угрожености врсте од изумирања.

## Распрострањење
Врста је присутна у Вијетнаму, Лаосу, Малезији, Мјанмару и Тајланду.

## Станиште
Врста Manouria impressa има станиште на копну.